# Oncocnemis rufescens
Oncocnemis rufescens là một loài bướm đêm trong họ Noctuidae.